# 犯罪社会学
犯罪社会学（はんざいしゃかいがく）は、社会学的な分析方法を用いて犯罪の原因を解明しようとする学問。
主に近代以降のアメリカ合衆国において、行動科学の発展と連動して進化した学問分野である。遺伝よりも環境に焦点を当て犯罪原因の特定を試みる点に特徴がある。例えば、マルクスやデュルケムの理論を応用して犯罪原因を論じるのである。より具体的には、下層階級のエスニックマイノリティに犯罪者が多いことから、階級構造に注目することにより犯罪原因を見出そうとする立場（構造理論）などが典型例として挙げられる。もちろん、犯罪原因を一元的に特定することは困難であるので、犯罪心理学など他領域の研究とセットで論じられることも多い。